# Long Key Bridge
Le Long Key Bridge, dont le nom officiel est Dante B. Fascell Bridge est le deuxième plus long pont des Keys en Floride. Il relie Long Key et Conch Key, à peu près à mi-chemin entre Miami et Key West. D'une longueur de 2,3 miles (3 701 m), c'est le deuxième plus long pont de l'Overseas Highway.
Le pont a ouvert en 1982, en remplacement du Long Key Viaduc qui était utilisé initialement pour le passage de l'Overseas Railrod, une voie de chemin de fer, désaffectée en 1935.
Il doit son nom à Dante B. Fascell, ancien représentant fédéral des Keys à Washington.

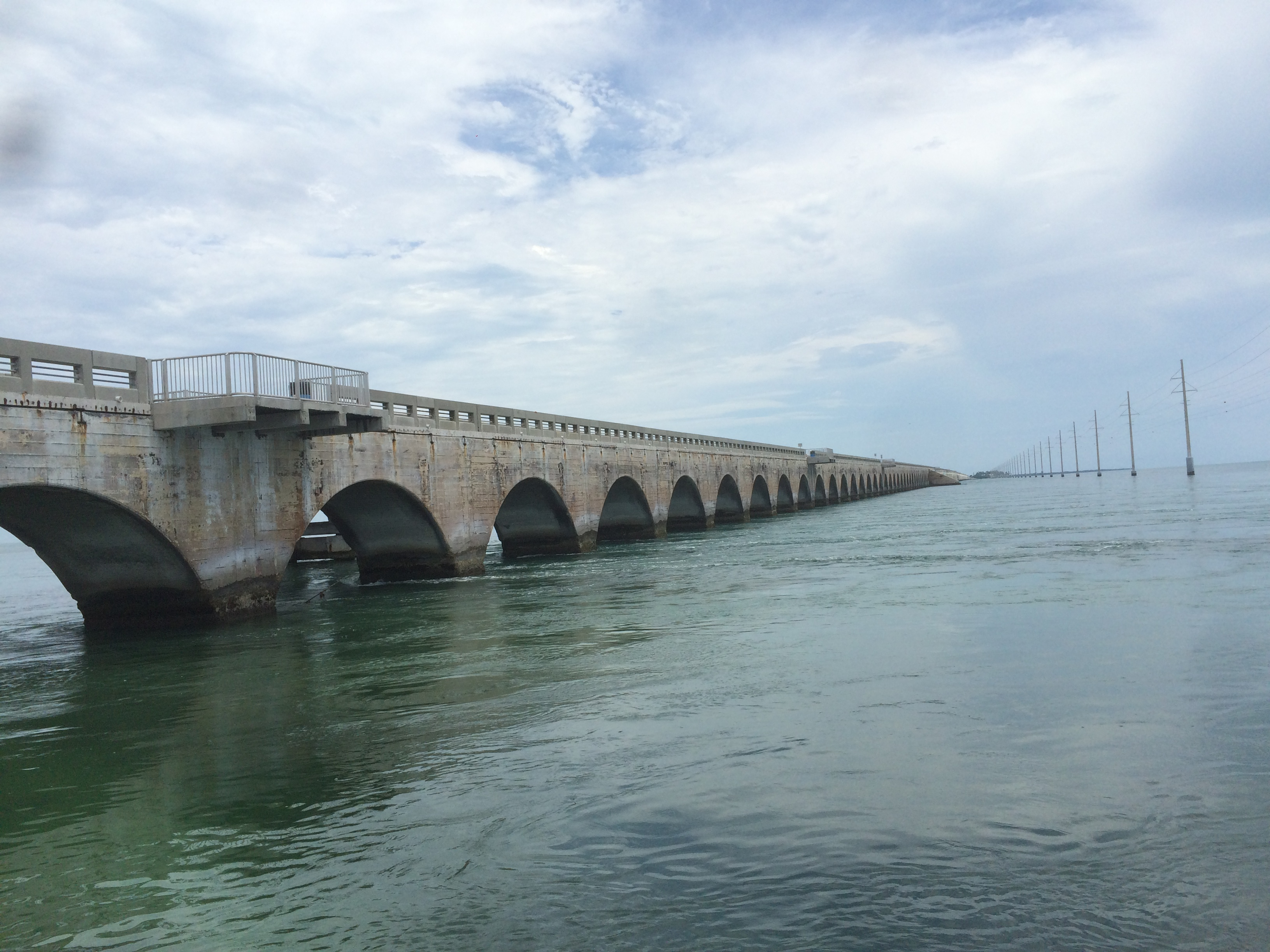
Long Key Viaduct en 2015
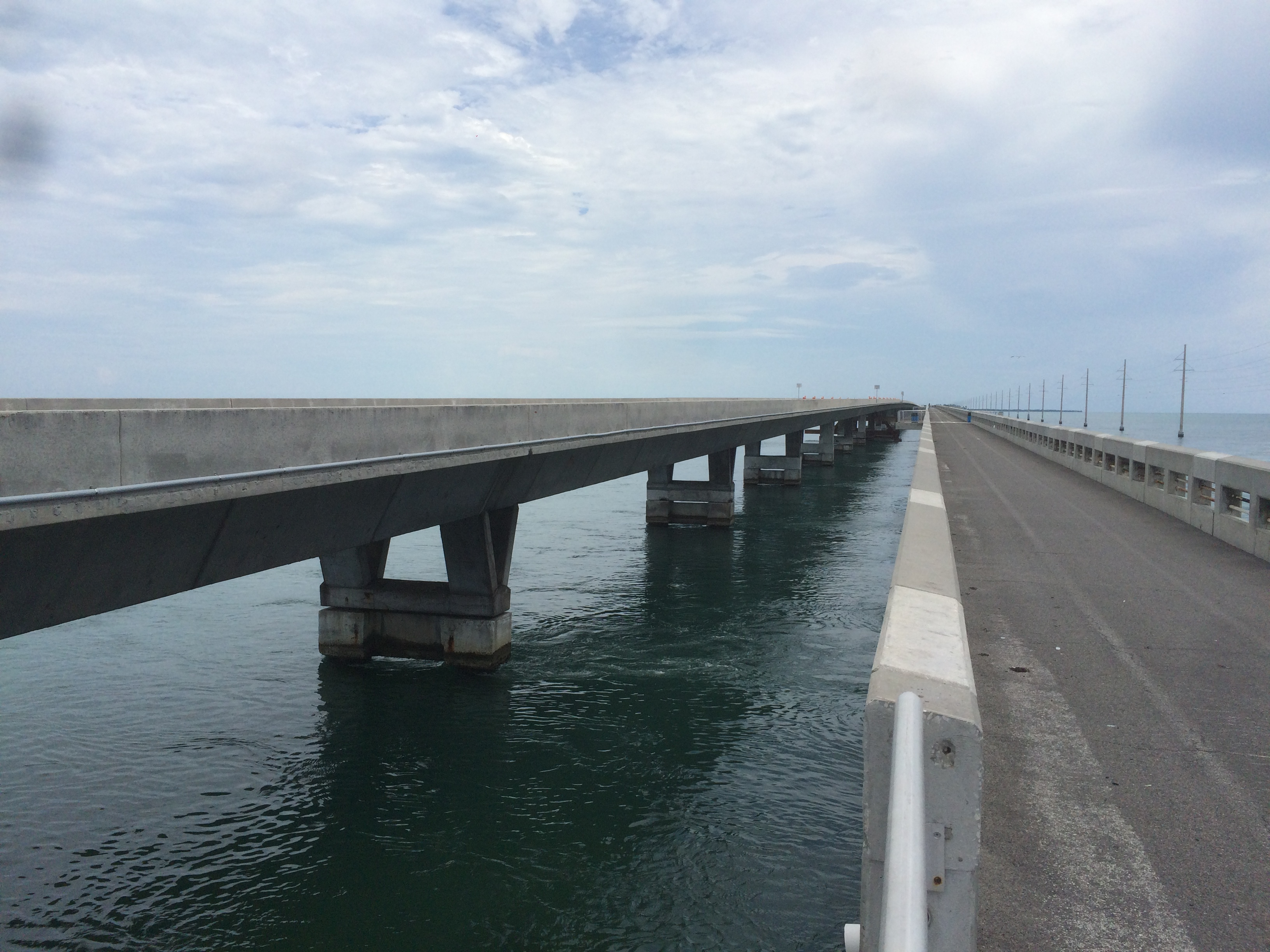
Long Key bridge (à gauche) vu depuis le Long Key viaduc.